# Герб на Германия
Гербът на Германия е официален държавен символ на Федерална република Германия. Представлява щит с изобразен черен орел с червени нокти на златно поле.
Орелът може да се изобразява и без щит, тогава той се нарича федерален орел (нем. der Bundesadler) и има по-различни очертания.

## История
Германският герб, черен орел на златно/жълто поле, е един от най-старите държавни символи в света. Датира още от времето на Карл Велики, който през 800 г. обновява римската традиция и я пренася във франкската държава, като приема символа на Римската империя – орела. Този орел, символ на императорската власт, се запазва и по времето на Свещената Римска империя. След обединението на Германия от 1871 до 1918 г. същият символ е използван като национален герб. След Първата световна война и обявяването на Ваймарската република националният герб на Германия придобива съвременния си облик. През 1935 г. Хитлер изменя герба, като поставя в ноктите на орела лавров венец, в който е изобразена свастика. След края на Втората световна война и формирането на Федерална република Германия е върнат Ваймарският орел, който вече се нарича Федерален орел. Той е запазен като национален символ и след Обединението на Германия през 1990 година.